# Kang Gamcshan
Kang Gamcshan (hangul: 강감찬, handzsa: 姜邯贊, RR: Gang Gam-chan; 948–1031) korjói hivatalnok és katona, nemzeti hősként ünneplik Koreában.

## Élete és pályafutása
Kumdzsu (Geumju)ban született, ami a mai Szöul Kvanak-ku kerülete. Egy legenda szerint születése napján egy nagy csillag hullott le az égről. Születése helyét Nakszongdének (낙성대, Nakseongdae-nek) nevezték el, aminek jelentése „ahová a csillag esett”, Kang tábornoknak itt ma szobra áll.

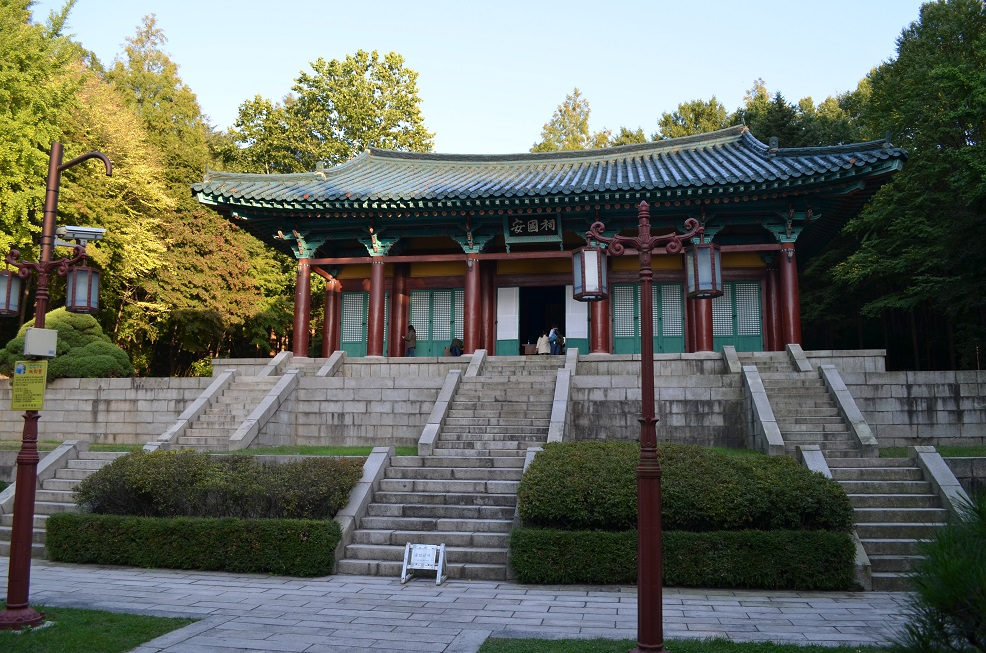
Anguksza (Anguksa)

Gyerekkorában irodalmat és harcművészeteket tanult tudós édesapjától. Kang Gungdzsintől (강궁진, Gang Gung-jintől). 17 éves volt, amikor apja meghalt, ezt követően az országot járta és tanult, majd 938-ban, 36 éves korában tette le a királyi hivatalnoki vizsgát. 1018-ban igen magas rangot kapott, a Nyugati Főváros, Phenjan kormányzójává nevezték ki, ami katonai vezetői szereppel is járt.
1018-ban a kitajok ismételten megtámadták Korjót, 200 000 fős sereggel keltek át az Amnok folyón. Kang 100 000 fős sereggel, Hunghvadzsinnál (흥화진, Heunghwajinná) ütközött meg a kitajokkal, és győzött. Ez azonban nem állította meg az ellenséget, a döntő csatára 1019-ben, Kudzsunál (구주, Gujunál) került sor, ahol Kang ismét győzedelmeskedett, végképp megtörve a kitaj erőket.
Kang nemzeti hősként tért haza, szolgálata elismeréseképpen 1030-ban miniszterelnökké nevezték ki, azonban hajlott korára hivatkozva (ekkor már 82 éves volt), visszavonult a politikától. Egy évvel később halt meg, a király három napra felfüggesztette a minisztertanácsot és állami temetést rendezett a tábornoknak.
Szöulban a Nakszongde (Nakseongdae) parkban Anguksza (안국사, Anguksa) néven szentélye található, ugyanitt szobrot is emeltek a tiszteletére.